# Norops amplisquamosus
Norops amplisquamosus este o specie de șopârle din genul Norops, familia Polychrotidae, descrisă de Mccranie, Wilson și Williams 1993. Conform Catalogue of Life specia Norops amplisquamosus nu are subspecii cunoscute.